# Зигмунд фон Шпаур и Флафон
Зигмунд фон Шпаур и Флафон (на немски: Sigmund von Spaur und Flavon; † 1544) е фрайхер от род Шпаур и Флафон от Южен Тирол в Австрия, в Обер-Валер, Алт-Мец в Гранд Ест.

## Произход
Той е син на фрайхер Даниел фон Шпаур и Флафон в Обер-Валер, Лихтенберг и съпругата му Вероника фон Лодрон-Латерано.

## Фамилия
Зигмунд фон Шпаур и Флафон се жени за Барбара фон Арко († 1576), дъщеря на граф Антонио д'Арко, цу Пенедо, Дрена и графиня Паола фон Лодрон-Латерано. Те имат една дъщеря:
- Геновева Кристина фон Шпаур и Флафон († 1573), омъжена за фрайхер Мелхиор Ханибал фон Волкенщайн (1537 – 1596), син на фрайхер Вилхелм II фон Волкенщайн-Тростбург (1509 – 1577) и Анна Бьоч/Ботч фон Цвингенберг († ок. 1553); родители на:
  - граф Кристоф Франц фон Волкенщайн-Тростбург (1567 – 1633), женен на 16 октомври 1600 г. за графиня Мария фон Еберщайн